# Gaia Cauchi
Gaia Cauchi (Mġarr, 19 de noviembre de 2002) es una cantante maltesa.

## Antes de Eurovisión Junior
Comenzó su carrera como cantante con tan solo 2 años y medio. Actualmente estudia en "La Voix Academy" guiada por Gillian Attard. Ha participado en numerosos concursos internacionales de música consiguiendo bastante éxito. 

En el 2011 participó en el programa de televisión italiana "Ti Lascio Una Canzone" en el que interpretó la canción "Proud Mary" de Tina Turner y se coronó campeona del concurso dejando al público perplejo. 

En el 2012 fue la ganadora de su categoría en el prestigioso Festival de San Remo 2012, lo que tuvo como consecuencia que sea galardonada con el premio al "Logro Internacional" en los Music Awards Malta 2013. 

Gaia también ha participado en el concurso italiano "Talent Lab" siendo coronada como ganadora absoluta y, más recientemente, en el programa de televisión "Una Stella Sta nascendo", en el que también se coronó como ganadora.

## Eurovisión Junior 2013
El 25 de setiembre de 2013, fue elegida como representante de Malta en el Festival de la Canción de Eurovisión Junior 2013 que se celebraría el 30 de noviembre del mismo año en Kiev-Ucrania. Durante el certamen se alzó con la victoria con la canción "The Start", con 130 puntos y 5 máximas puntuaciones, ganándole por poco a los representantes de Ucrania y Bielorrusia. Con este triunfo Gaia Cauchi se convirtió en la primera cantante de Malta que gana un festival organizado por la UER, incluyendo el Festival de la Canción de Eurovisión categoría senior. 
Como consecuencia, a mediados de diciembre de 2013, Gaia recibió la orden "Midalja għall-Qadi tar-Repubblika".
| Predecesor: Anastasiya Petryk | Ganadores del Festival de la Canción de Eurovisión Junior 2013 | Sucesor: Vincenzo Cantiello |

| Predecesor: Nicole Azzopardi con Knock Knock!...Boom!Boom! | Malta en el Festival de Eurovisión Junior 2013 | Sucesor: Federica Falzon con Diamonds |